# CNBLUE
CNBLUE (Си-эн Блю, кор.: 씨엔블루) — южнокорейская музыкальная группа, основанная агентством FNC Entertainment. В группе три участника. В состав CNBLUE входят ведущий гитарист, он же вокалист и лидер, Чон Ён Хва, басист и рэпер Ли Чжон Шин и барабанщик Кан Мин Хёк. Группа дебютировала в Корее в 2010 году.

## Состав
| Имя                                     | Дата рождения              | Позиция                     |
| --------------------------------------- | -------------------------- | --------------------------- |
| Чон Ён Хва (정용화, Jung Yong-hwa)      | 22 июня 1989 (36 лет)      | гитара, вокал, рэп, клавиши |
| Кан Мин Хёк (강민혁, Kang Min-hyuk)     | 28 июня 1991 (34 года)     | ударные                     |
| Ли Чжон Шин (이정신, Lee Jung-shin)     | 15 сентября 1991 (33 года) | бас-гитара, рэп             |
| Бывшие участники                        |                            |                             |
| Квон Кван Чжин (권광진, Kwon Kwang-jin) | 12 августа 1992 (32 года)  | бас-гитара                  |
| Ли Чжон Хён (이종현, Lee Jong-hyun)     | 15 мая 1990 (35 лет)       | гитара, вокал               |

## Дискография

### Альбомы

#### Студийные альбомы
| Год               | Альбом                                                                                                 | Oricon Weekly Album Chart |                  |                  |                  |
| Японские альбомы  | Японские альбомы                                                                                       | Японские альбомы          | Японские альбомы | Японские альбомы | Японские альбомы |
| ----------------- | --- | ------------------------- | ---------------- | ---------------- | ---------------- |
| 2010              | Thank U - Издан: 20 марта 2010 - Лейбл: AI Entertainment - Формат: CD, digital download                | 90                        |                  |                  |                  |
| 2011              | 392 - Издан: 1 сентября 2011 - Лейбл: AI Entertainment - Формат: CD, digital download                  | 6                         |                  |                  |                  |
| 2012              | Code Name Blue - Издан: 29 августа 2012 - Лейбл: Warner Music Japan - Формат: CD, digital download     | 1                         |                  |                  |                  |
| 2013              | What Turns You On? - Издан: 28 августа 2013 - Лейбл: Warner Music Japan - Формат: CD, digital download | 2                         |                  |                  |                  |
| Корейские альбомы | |                           |                  |                  |                  |
| Год               | Альбом                                                                                                 | Gaon Chart                |                  |                  |                  |
| 2011              | First Step - Издан: 21 марта 2011 - Лейбл: FNC Entertainment - Формат: CD, digital download            | 1                         |                  |                  |                  |

#### EP
| Год               | Альбом | Oricon Weekly Singles Chart | Сертификация            |
| Японские альбомы  | Японские альбомы                                                                                              | Японские альбомы            | Японские альбомы        |
| ----------------- | --- | --------------------------- | ----------------------- |
| 2009              | Now or Never - Издан: 19 августа 2009 - Переиздан: 18 марта 2013 - Label: AI Entertainment - Язык: английский | — 95                        |                         |
| 2009              | Voice - Издан: 25 …., 2009 - Переиздан: 14 марта 2012 - Лейбл: AI Entertainment - Язык: английский, японский  | 227 91                      |                         |
| Корейские альбомы | |                             |                         |
| Год               | Альбом | Gaon Chart                  | Сертификация            |
| 2010              | Bluetory - Издан: 14 января 2010 - Лейбл: FNC Entertainment - Язык: корейский                                 | 1                           | TWN: Platinum (10 000+) |
| 2010              | Bluelove - Издан: 19 мая 2010 - Лейбл: FNC Entertainment - Язык: корейский                                    | 3                           | TWN: Platinum (10 000+) |
| 2011              | First Step +1 Thank You - Издан: 26 апреля 2011 - Лейбл: FNC Entertainment - Язык: корейский                  | 1                           |                         |
| 2012              | Ear Fun - Издан: 26 марта 2012 - Label: FNC Entertainment - Язык: корейский                                   | 1                           |                         |
| 2013              | Re:Blue - Издан: 14 января 2013 - Label: FNC Entertainment - Язык: корейский                                  | 1                           |                         |

### Синглы

#### Японские синглы
| Год  | Название           | Oricon Weekly Singles Chart | Сертификация | Альбом             |
| ---- | ------------------ | --------------------------- | ------------ | ------------------ |
| 2010 | «The Way»          | 26                          |              | 392                |
| 2010 | «I Don’t Know Why» | 15                          |              | 392                |
| 2011 | «Re-maintenance»   | 12                          |              | 392                |
| 2011 | «In My Head»       | 4                           | JPN: Gold    | Code Name Blue     |
| 2012 | «Where You Are»    | 1                           |              | Code Name Blue     |
| 2012 | «Come On»          | 5                           |              | Code Name Blue     |
| 2012 | «Robot»            | 2                           |              | What Turns You On? |
| 2013 | «Blind Love»       | 4                           |              | What Turns You On? |
| 2013 | «Lady»             | 4                           |              | What Turns You On? |

#### Физические синглы
| Год  | Название                          | Gaon Chart | Альбом                  |
| ---- | --------------------------------- | ---------- | ----------------------- |
| 2010 | «외톨이야» («I’m a Loner»)        | 2          | Bluetory                |
| 2010 | «Love»                            | 2          | Bluelove                |
| 2011 | «직감» («Intuition»)              | 1          | First Step              |
| 2011 | «Love Girl» (New Ver.)            | 19         | First Step +1 Thank You |
| 2012 | «아직 사랑한다» («Still in Love») | 3          | Ear Fun                 |
| 2012 | «Hey You»                         | 1          | Ear Fun                 |
| 2013 | «I’m Sorry»                       | 2          | Re:Blue                 |

### Видеоклипы
| Год                                                                                 | Название               |
| ----------------------------------------------------------------------------------- | ---------------------- |
| 2010                                                                                | «I’m a Loner»          |
| 2010                                                                                | «Love»                 |
| 2011                                                                                | «Intuition»            |
| 2011                                                                                | «Love Girl» (New Ver.) |
| 2011                                                                                | «In My Head»           |
| 2012                                                                                | «Where You Are»        |
| 2012                                                                                | «Still in Love»        |
| 2012                                                                                | «Hey You»              |
| 2012                                                                                | «Friday»               |
| 2012                                                                                | «Come On»              |
| 2012                                                                                | «Time is Over»         |
| 2012                                                                                | «Robot»                |
| 2013                                                                                | «I’m Sorry»            |
| 2013                                                                                | «Blind Love»*          |
| 2013                                                                                | «Lady»                 |
| 2013                                                                                | «One More Time»        |
| 2013                                                                                | «Feel Good»            |
| 2014                                                                                | «Can’t Stop»           |
| 2014                                                                                | «Truth»                |
| 2014                                                                                | «Still»                |
| * В клипе «Blind Love» снялась Акари Хаями, бывшая участница группы Momoiro Clover. |                        |